# Gauliga Kurhessen
La Gauliga Kurhessen fue la liga de fútbol más importante de la región de Hesse y del estado prusiano de Hesse-Nassau de 1933 a 1945.

## Historia
La liga fue creada en 1933 por orden de la Oficina Nazi de Deportes con el nombre Gauliga Hessen luego de que los nazis tomaran el poder en Alemania a consecuencia del Tercer Reich para tomar el lugar de la Bezirksliga Main-Hessen, la que era la primera división de la región.
Su temporada inaugural contó con la participación de 10 equipos, todos provenientes del Estado de Hesse, y antes del cambio de liga, la región no tenía mucho éxito en los torneos de fútbol a nivel nacional en Alemania. La liga se jugó en su primera temporada bajo un sistema de todos contra todos a visita recíproca en donde el campeón obtenía la clasificación a la fase nacional de la Gauliga y los dos peores de cada temporada descendían de categoría. La liga se mantuvo constante en su formato hasta inicios de la Segunda Guerra Mundial.
De 1939 a 1941 la liga se jugó dividida en dos grupos de seis equipos jugando entre sí a visita recíproca jugando una final entre los ganadores de cada grupo para definir al campeón. En 1941 la liga regresa a su formato original y cambia su nombre por el de Gauliga Kurhessen pero esta vez con nueve equipos. Algunos equipos como en FC Hanau 93 abandonaron la liga para unirse a la Gauliga Hessen-Nassau, y la liga mantuvo el formato en la temporada 1942/43.
Por motivos de la Segunda Guerra Mundial y a la escasez de jugadores, algunos equipos se vieron forzados a fusionarse, provocando en la temporada 1943/44 solo contara con la participación de siete equipos. En su temporada final la liga se dividió en tres grupos con varios clubes participando, pero el inminente colapso de la Alemania Nazi en 1945 afectó gravemente al sistema de Gauliga y el fútbol en el Estado de Hesse se vio forzado a detenerse en 1945. Con la ocupación de las fuerzas aliadas de los Estados Unidos nace una nueva liga de fútbol en el Estado de Hesse llamada Oberliga Sud como el reemplazo de la Gauliga.

## Equipos fundadores
Estos fueron los diez equipos que participaron en la temporada inaugural de la liga en la temporada 1933/34:
| - Borussia Fulda - VfB Friedberg - FC Hanau 93 - Kurhessen Kassel - CSC 03 Kassel | - SG Hessen Hersfeld - SV 06 Kassel - BC Sport Kassel - VfB Marburg - Hermannia Kassel |

## Lista de campeones
| Temporada | Campeón                      | Finalista          |
| --------- | ---------------------------- | ------------------ |
| 1933-34   | Borussia Fulda               | VfB Friedberg      |
| 1934-35   | FC Hanau 93                  | Borussia Fulda     |
| 1935-36   | FC Hanau 93                  | Borussia Fulda     |
| 1936-37   | SV 06 Kassel                 | SG Hessen Hersfeld |
| 1937-38   | FC Hanau 93                  | CSC 03 Kassel      |
| 1938-39   | CSC 03 Kassel                | FC Hanau 93        |
| 1939-40   | CSC 03 Kassel                | FC Hanau 93        |
| 1940-41   | Borussia Fulda               | BC Sport Kassel    |
| 1941-42   | Borussia Fulda               | Kurhessen Kassel   |
| 1942-43   | SV 06 Kassel                 | VfL Marburg        |
| 1943-44   | Reichsbahn SG Borussia Fulda | SV Niederzwehren   |

## Posiciones finales 1933-44
The complete list of all clubs participating in the league:
| Club                          | 1934 | 1935 | 1936 | 1937 | 1938 | 1939 | 1940 | 1941 | 1942 | 1943 | 1944 |
| ----------------------------- | ---- | ---- | ---- | ---- | ---- | ---- | ---- | ---- | ---- | ---- | ---- |
| Borussia Fulda 3              | 1    | 2    | 2    | 8    | 10   |      | 3    | 1    | 1    | 3    | 1    |
| VfB Friedberg                 | 2    | 6    | 8    | 6    | 5    | 6    |      |      |      |      |      |
| FC Hanau 93 1                 | 3    | 1    | 1    | 5    | 1    | 2    | 1    | 2    |      |      |      |
| Kurhessen Kassel 2            | 4    | 8    | 9    |      |      | 7    | 5    | 4    | 2    | 7    |      |
| CSC 03 Kassel 2               | 5    | 4    | 3    | 3    | 2    | 1    | 1    | 2    | 4    | 5    |      |
| SG Hessen Hersfeld            | 6    | 7    | 4    | 2    | 4    | 3    | 4    |      |      |      |      |
| SV 06 Kassel                  | 7    | 3    | 7    | 1    | 3    | 4    | 2    | 3    | 5    | 1    | 5    |
| BC Sport Kassel 2             | 8    | 10   |      |      | 8    | 9    | 3    | 1    | 3    | 4    |      |
| VfB Marburg                   | 9    |      | 6    | 9    |      |      |      |      |      |      |      |
| Hermania Kassel               | 10   |      |      |      |      |      |      | 5    | 8    | 6    | 6    |
| Germania Fulda                |      | 5    | 5    | 7    | 9    |      |      |      |      |      |      |
| SpVgg Langenselbold           |      | 9    |      |      |      |      |      | 6    |      |      |      |
| SV Bad Nauheim                |      |      | 10   |      |      |      |      |      |      |      |      |
| Kewa Wachenbuchen             |      |      |      | 4    | 7    | 10   | 6    |      |      |      |      |
| SV Niederzwehren              |      |      |      | 10   |      |      |      |      |      | 9    | 2    |
| VfB Großauheim 1              |      |      |      |      | 6    | 5    | 2    | 3    |      |      |      |
| Dunlop Hanau 1                |      |      |      |      |      | 8    | 5    | 5    |      |      |      |
| VfL/TuRa Kassel 2             |      |      |      |      |      |      | 6    |      |      |      |      |
| TSV 1860 Hanau 1              |      |      |      |      |      |      | 4    | 4    |      |      |      |
| VfL Marburg                   |      |      |      |      |      |      |      |      | 6    | 2    | 4    |
| BV 06 Kassel 2                |      |      |      |      |      |      |      |      | 7    | 8    |      |
| SV Petersberg                 |      |      |      |      |      |      |      |      | 9    |      |      |
| KSG Kurhessen/SC 03 Kassel 2  |      |      |      |      |      |      |      |      |      |      | 3    |
| KSG TuRa/TuSpo 86/09 Kassel 2 |      |      |      |      |      |      |      |      |      |      | 7    |
| KSG BC Sport/BV 06 Kassel 2   |      |      |      |      |      |      |      |      |      |      | 8    |

- 1 Estos cuatro equipos se unieron a la Gauliga Hessen-Nassau en 1941.
- 2 En 1943, algunos equipos de la ciudad de Kassel formaron uniones deportivas de guerra (en alemán: KSG), los cuales fueron:
  - Kurhessen y SC 03 formaron al KSG Kurhessen/SC 03 Kassel.
  - TuRa y TuSpo formaron al KSG TuRa/TuSpo 86/09 Kassel.
  - BC Sport y BV 06 formaron al KSG BC Sport/BV 06 Kassel.
- 3 En la temporada 1943-44 jugó como Reichsbahn SG Borussia Fulda.